# 시모후나토역
시모후나토역(일본어: 下船渡駅)은 일본 이와테현 오후나토시에 위치한 동일본 여객철도 오후나토 선의 철도역이다. 단선 승강장 1면 1선의 구조를 갖춘 지상역이었으나, BRT 대체로 운행되고 있다.

## 이용 현황
| 승차 인원 추이 | 승차 인원 추이 |
| 연도           | 1일 평균       |
| -------------- | -------------- |
| 2013           | 16             |
| 2014           | 18             |
| 2015           | 29             |

## 역 주변
- 국도 제45호선
- 산리쿠 자동차도 오후나토고이시카이간 나들목

## 역사
- 1934년 9월 3일 : 개업.
- 1987년 4월 1일 : 일본국유철도 분할 민영화에 의해, 동일본 여객철도가 승계.
- 2011년 3월 11일 : 동일본 대지진에 의해 영업 중단.
- 2013년
  - 3월 2일 : BRT로 인한 가 복구. BRT는 역 앞에 발착.
  - 9월 28일 : 버스 전용 도로 연장에 의해, BRT용 역사를 구 역사 위치로 이전.
- 2020년 4월 1일 : 게센누마 역 - 모리 역 간의 철도 사업 폐지로 인해 철도역으로는 폐역됨.

## 인접 역
| 동일본 여객철도 오후나토 선 | 동일본 여객철도 오후나토 선 | 동일본 여객철도 오후나토 선        |
| --------------------------- | --------------------------- | ---------------------------------- |
| 호소우라 이치노세키 방면    | ■ 오후나토 선               | 오후나토 사카리 방면               |
| 호소우라 이치노세키 방면    | ■ 오후나토 선               | 오후나토우오이치바마에 사카리 방면 |